# Doyerea emetocathartica
Doyerea — монотипний рід квіткових рослин родини гарбузових. Єдиним видом є D. emetocathartica.
Його рідний ареал від Мексики до Венесуели, Карибського басейну.